# Дигресія (екологія)
Дигресія (екологія) (лат. digressio — відхилення) — погіршення стану (структури, складу, продуктивності) біоценозу через зовнішні або внутрішні причини. У зв'язку з цим можна розрізняти екзодинамічну дигресію (напр., дигресія біоценозу при тривалому затопленні, вторинному засоленні тощо), антроподинамічну (напр., пасквальну, або пасовищну, при перетравлюванні пасовищ, фенісекціальну, або сінокосну, рекреаційну тощо) і ендодинамічну (напр., погіршення складу біоценозів при біогенному засоленні поверхні ґрунту). Дигресія може йти аж до катаценозу, тобто фінальної модифікації дигресуючої спільноти. Геоботаніки англо-американської школи подібні дигресії розглядають як серії дисклімаксу.

## Катаценоз
Катаценоз (від грец. kata — донизу + ценоз) — фінальна стадія дигресії біоценозу, надалі — лише повне його зникнення. Біоценоз при цьому має дуже простий склад і остаточне деградуюче біоценотичне середовище. Прикладом може бути катаценоз Ceratocarpus arenarius при перевипасі полинних пасовищ (надалі процес веде до повного збою пасовища).